# Immunhistochemie

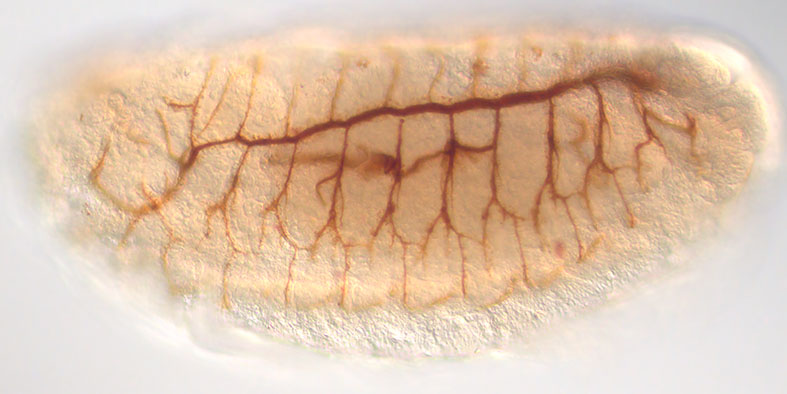
Antikörperfärbung an einem Embryo von Drosophila melanogaster (Schwarzbäuchige Taufliege). Der Antikörper erkennt ein unbekanntes Antigen im Lumen des Tracheensystems.

Immunhistochemie (IHC, auch Immunhistologie genannt) ist eine in der Biologie und Medizin verwendete Methode, mit der Proteine oder andere Strukturen mit Hilfe von markierten Antikörpern sichtbar gemacht werden können. Sind die Antikörper mit Fluoreszenzfarbstoffen markiert, spricht man von Immunfluoreszenz.
Mit der Methode kann beispielsweise bestimmt werden, in welchem Gewebe das Protein vorhanden ist und auch, in welchem Kompartiment der Zelle es lokalisiert ist. Beispielsweise können Transkriptionsfaktoren, die im Zellkern lokalisiert sind, nur im Zellkern angefärbt werden, membranständige Proteine nur in Teilen der Zellmembran usw. Für Antikörperfärbungen wird fixiertes Gewebe verwendet, das entweder aus vollständigen Tieren (Embryonen von Zebrabärbling, Drosophila melanogaster etc.) oder aus Gewebeschnitten bestehen kann (zum Beispiel Mikrotomschnitte von Organen der Maus oder des Menschen). Zellen aus Körperflüssigkeiten oder Punktaten u. Ä., die mittels Zentrifugation auf einen Objektträger aufgebracht wurden, oder auf einem Objektträger gewachsen sind (Zellkulturtechnik), können ebenfalls immunhistochemisch untersucht werden. 
In der medizinischen Histologie dient die IHC in der Regel der Identifikation und Klassifizierung von Tumorzellen, die bestimmte Antigene exprimieren. So können morphologisch gleich erscheinende Tumoren, die sich aber in ihrem Wachstums- oder Absiedelungsverhalten (Aggressivität, Metastasen) oder in ihrer Therapieantwort unterscheiden, zugeordnet werden. Durch neuere Forschungen können bestimmte Zelleigenschaften direkt in Zusammenhang mit der Wirksamkeit von therapeutischen Molekülen (targeted therapy, z. B. Herceptin bei best. Brustkrebs) gebracht werden. Die Forschung arbeitet intensiv an solchen "Tumorantikörpern", die direkt gegen Krebszellen gerichtet sind.

## Prinzip der immunhistochemischen Färbung
Der Nachweis beruht auf der Affinität von Antikörpern zu einer bestimmten Gewebeeigenschaft (Epitop) als Antigen-Antikörper-Reaktion. Im Idealfall kommt es zu einer spezifischen und starken Bindung zwischen Antikörper und Epitop. Der Antikörper ist mit einem Detektionssystem gekoppelt, das sein Vorhandensein im Präparat sichtbar macht. Mittels verschiedener Detektionssysteme können schon geringe Mengen an Epitop verstärkt dargestellt werden. Das Ziel ist es, ein Signal am Ort des Epitops (und nur dort) in ausreichender Stärke zu erkennen.